# Liste der Einträge im National Register of Historic Places im Austin County
Die Liste der Registered Historic Places im Austin County führt alle Bauwerke und historischen Stätten im texanischen Austin County auf, die in das National Register of Historic Places aufgenommen wurden.

## Aktuelle Einträge
| Lfd. Nr. | Name im NRHP                 | Bild | Datum der Eintragung | Adresse/Lage                                                                   | Ort         | NRHP-ID  | Beschreibung |
| -------- | ---------------------------- | ---- | -------------------- | ------------------------------------------------------------------------------ | ----------- | -------- | ------------ |
| 1        | Austin County Jail           |      | 12. Nov. 1980        | 36 S. Bell St.                                                                 | Bellville   | 80004074 |              |
| 2        | Old Masonic Hall             |      | 14. Aug. 1986        | 15 N. Masonic St.                                                              | Bellville   | 86001611 |              |
| 3        | Roesler House                |      | 10. Mai 1984         | Westlich von Nelsonville am Texas State Highway 159                            | Nelsonville | 84001570 |              |
| 4        | Witte-Schmid House           |      | 8. Dez. 1997         | Nahe der Kreuzung Schoenau Rd und Witte Rd                                     | Shelby      | 97001531 |              |
| 5        | Allens Creek Ossuary Site    |      | 21. März 1975        | Zum Schutz der historischen Stätte wird die Adresse/Lage nicht bekanntgegeben. | Wallis      | 75001946 |              |
| 6        | Church of the Guardian Angel |      | 21. Juni 1983        | 5614 Demel St.                                                                 | Wallis      | 83003074 |              |
| 7        | Wesley Brethren Church       |      | 18. Jan. 1979        | Südlich von Wesley                                                             | Wesley      | 79002910 |              |